# 2018년 FIFA 월드컵
2018년 FIFA 월드컵(러시아어: Чемпионат мира по футболу 2018)은 FIFA 주관으로 4년마다 한 번씩 열리는 FIFA 월드컵의 21번째 대회이다. 이 대회는 2010년 12월 2일, 2018년 및 2022년 FIFA 월드컵 개최국 선정을 통해 개최권을 따낸 러시아에서 2018년 6월 14일부터 7월 15일까지 열린 월드컵이다. 이번 FIFA 월드컵은 독일에서 개최한 2006년 이후 12년 만에 유럽에서 11번째로 열리는 월드컵 대회이자 동구권 유럽에서 처음으로 개최되는 월드컵이다.
대회 본선에는 32개국이 참가했는데, 예선전을 통과한 31개국과 주최국인 러시아가 본선에 합류했다. 총 64경기가 11개의 도시에 위치한 12개의 경기장에서 치러졌고, 결승전은 모스크바의 루즈니키 경기장에서 열렸다. 결승전에서 프랑스가 크로아티아를 4-2로 꺾고 1998년 FIFA 월드컵 이래 20년만에 우승을 차지하였다.

## 개최국 선정

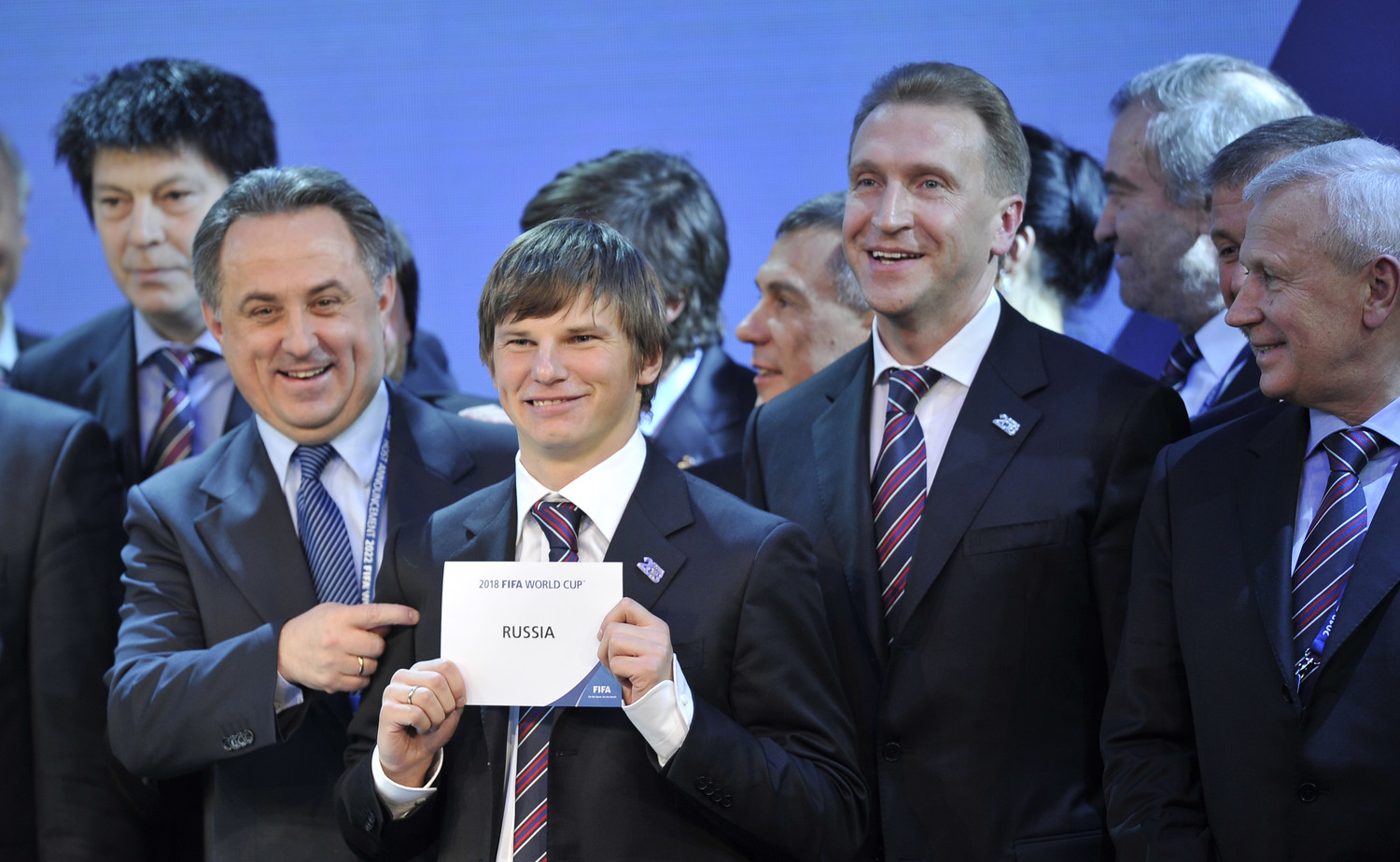
러시아 유치 위원회 관계자들이 2018년 FIFA 월드컵 유치 확정을 자축하고 있다.

2018년과 2022년 FIFA 월드컵 유치전은 2009년 1월에 막이 올랐고, 유치 의사가 있는 국가 협회는 2009년 2월 2일까지 등록할 수 있었다. 본래, 9개국이 2018년 FIFA 월드컵 유치를 희망했지만, 멕시코는 중도에 포기했고, 인도네시아의 유치 의사는 인도네시아 정부가 유치 의사를 담은 서류를 제출하지 않음에 따라 2010년 2월 FIFA에 의해 거절되었다. 대회 유치 과정에서, 남아있던 비UEFA 회원국 셋 (오스트레일리아, 일본, 그리고 미국) 은 2018년 유치전에서 발을 빼게 되었고, 반대로 UEFA 소속국은 2022년 대회 유치전을 포기했다. 따라서, 2018년 FIFA 월드컵의 최종 유치 경쟁국은 4개조였다: 네덜란드-벨기에, 스페인-포르투갈, 러시아, 그리고 잉글랜드.
22명의 FIFA 집행위원회 위원은 2010년 12월 2일 스위스 취리히에 모여 두 대회의 개최국을 선정하는 투표를 했다. 러시아는 2회전의 투표를 통해 개최국으로 선정되었다. 스페인-포르투갈이 러시아에 밀린 2위를, 벨기에-네덜란드는 3위의 득표율을 보였다. 잉글랜드의 재유치 도전은 첫 투표에서 바로 무산되었다.
투표 결과는 다음과 같이 나왔다:
| 국가             | 득표율   | 득표율   |
| 국가             | 1차 투표 | 2차 투표 |
| ---------------- | -------- | -------- |
| 러시아           | 9        | 13       |
| 스페인- 포르투갈 | 7        | 7        |
| 네덜란드- 벨기에 | 4        | 2        |
| 잉글랜드         | 2        | –        |

## 홍보

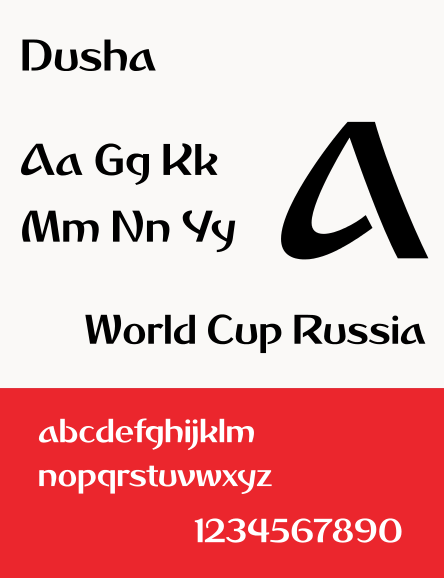
홍보에 사용된 고유 서체

대회 로고는 2014년 10월 28일, 국제우주정거장의 우주비행사들에 의해 공개되었고, 이후 저녁 텔레비전 프로그램에서 모스크바의 볼쇼이 극장에 띄워졌다. 비탈리 무트코 러시아 체육부 장관은 로고가 "러시아의 풍부한 예술적 전통과 대담한 역사의 업적과 혁신"에서 영감을 받았다고 말하였고, 제프 블라터 FIFA 회장은 국가의 "마음과 영혼"을 투영했다고 밝혔다. 홍보를 위해 사용된 서체는 두샤 (Душа, 러시아어로 영혼을 뜻함)이며, 2014년 포르투갈 디자인 대행사인 브란디아 센트랄에 의해 제작되었다.

## 지역 예선

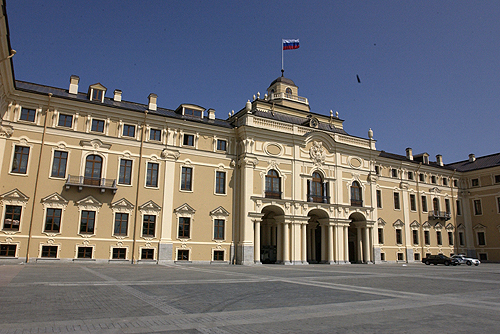
예선 추첨식은 콘스탄티놉스키 궁전에서 진행되었다.

대회 개최국 자격으로 본선 자동 진출 자격을 얻은 러시아를 제외하고, FIFA 회원국은 예선을 통해 진출 자격을 획득할 수 있다.
미얀마는 오만과의 2014년 FIFA 월드컵 예선 경기에서 일어난 문제로 인해 대회 참가 금지령이 내려졌지만, 항소를 보내 철회했고, 대신 홈 경기를 제3국에서 치러야 했다. 2015년 3월 12일, 대회 예선을 앞두고, 짐바브웨는 주제 클라우지네이 감독에 급여를 지급하지 않은 것으로 실격당했다. 인도네시아 또한 예선 시작 전에 실격당했는데, 이는 정부의 인도네시아 축구 협회 간섭에 따른 징계였다.
예선 추첨식은 2015년 7월 25일, 모스크바 시간(UTC+3)으로 18:00에 상트페테르부르크의 스트렐나에 위치한 콘스탄티놉스키 궁전에서 진행되었다. AFC와 CONCACAF의 예선 경기는 추첨 전인 2015년 3월에 이미 시작되었다.
2015년 6월 30일, FIFA 행정 위원회는 FIFA 상임 회의를 통해 각 대륙 연맹에 배당된 진출국 수를 조정하지 않기로 결정했다.
2016년 5월 13일, 지브롤터와 코소보가 FIFA 회원으로 승인되어 FIFA 월드컵 예선에 참가할 수 있게 되었다.
지역 예선 종료 결과 2014년 FIFA 월드컵에 출전했던 보스니아 헤르체고비나, 네덜란드, 이탈리아, 칠레, 미국, 카메룬, 알제리, 가나, 코트디부아르, 그리스, 온두라스, 에콰도르 등 지역 예선 정도는 쉽게 통과할 수 있을 것 같았던 팀들 일부가 지역 예선에서 대거 탈락했다. 반면 아이슬란드와 파나마가 처음으로 본선에 진출했으며 폴란드, 스웨덴, 세르비아, 사우디아라비아, 이집트, 세네갈, 모로코, 튀니지, 페루 역시 장기간 지역 예선을 통과하지 못하고 있다가 오랜만에 본선에 진출했다.
지역예선에서 죽음의 조가 속출했다. 유럽 지역 예선에서는 프랑스, 스웨덴, 네덜란드이 같은 조로 배정되는 바람에 이 중 한 팀은 무조건 지역예선에서 탈락하는 상황이었으며 다른 조에서도 스페인, 이탈리아가 같은 조로 배정되는 바람에 이 조의 나머지 팀들 전원이 지역예선에서 탈락했다. 아프리카 지역예선에서 역시 나이지리아, 카메룬, 알제리, 잠비아로만 구성된 제대로 된 죽음의 조가 배정되는 바람에 이 4개 팀 중 단 1개 팀만 본선에 진출하는 상황이 발생했다.
남아메리카 지역예선의 경우 워낙 박빙의 전적이 나오다 보니 마지막 18라운드를 앞둔 상황에서 브라질, 우루과이만 본선 진출을 확정지은 상태에서 아르헨티나, 콜롬비아, 페루, 칠레, 파라과이가 단 1경기로 본선 진출 여부를 결정지을 정도의 초박빙인 상태였기 때문에 남아메리카 지역 예선에서는 유례없는 '모든 경기 동시 진행'을 하게 되었다.

### 본선 진출국
다음은 본선에 진출한 32개국과 각국의 2018년 6월 7일 기준의 FIFA 랭킹이다.

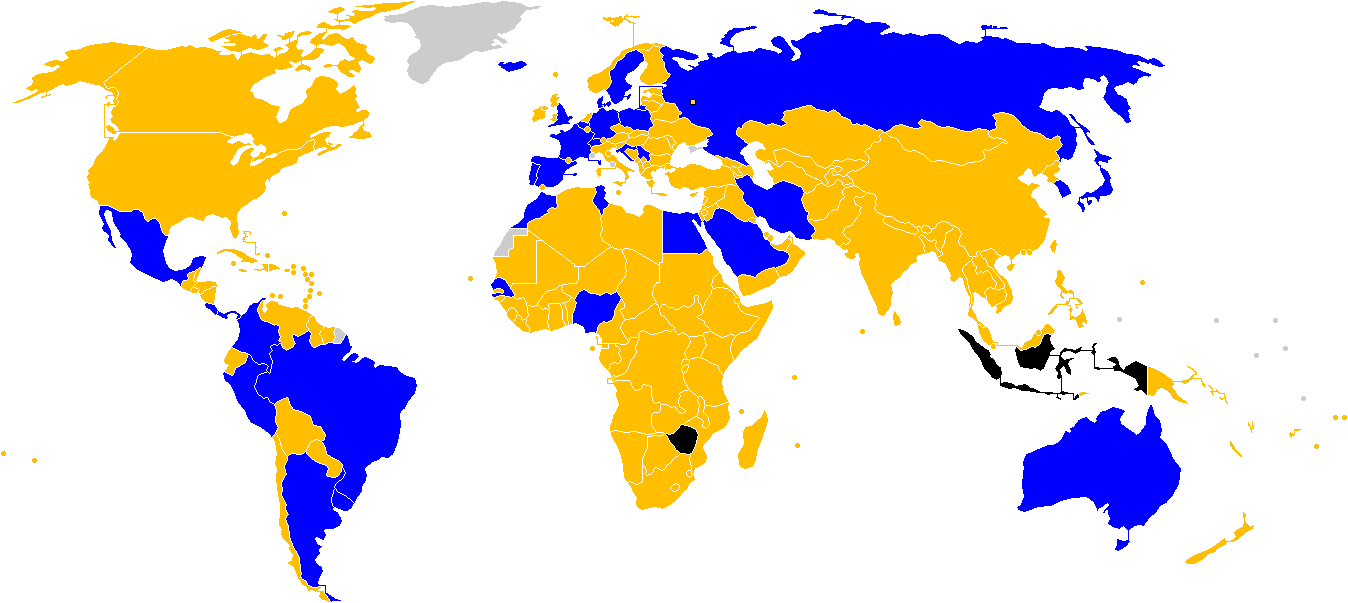
본선 진출
진출 실패
실격
FIFA 비회원국

| AFC (5개국) - 대한민국 (57위) - 사우디아라비아 (67위) - 오스트레일리아 (36위) - 이란 (37위) - 일본 (61위) CAF (5개국) - 나이지리아 (48위) - 모로코 (41위) - 세네갈 (27위) - 이집트 (45위) - 튀니지 (21위) OFC (0개국) - 모두 탈락 | CONCACAF (3개국) - 멕시코 (15위) - 코스타리카 (23위) - 파나마 (55위) CONMEBOL (5개국) - 브라질 (2위) - 아르헨티나 (5위) - 우루과이 (14위) - 콜롬비아 (16위) - 페루 (11위) | UEFA (14개국) - 덴마크 (12위) - 독일 (1위) - 러시아 (70위) (개최국) - 벨기에 (3위) - 세르비아 (34위) - 스웨덴 (24위) - 스위스 (6위) - 스페인 (10위) - 아이슬란드 (22위) - 잉글랜드 (12위) - 크로아티아 (20위) - 포르투갈 (4위) - 폴란드 (8위) - 프랑스 (7위) |  |
| 본선 진출 진출 실패 | 실격 FIFA 비회원국 | |  |

### 출전국 확대에 대한 제안
2013년 10월, 미셸 플라티니 유럽 축구 연맹(UEFA) 회장은 FIFA 월드컵 본선 참가국이 2018년부터 32개국에서 40개로 확대되어야 한다는 제안을 냈다. 형식은 비슷하지만, 각 조에 4개국 대신 5개국이 들어가게 된다. 이는 제프 블라터 국제 축구 연맹(FIFA) 회장이 아프리카와 아시아 국가들에게 유럽이나 남아메리카 국가들보다 더 많은 기회를 주어야 한다는 발언과 맞물렸다. 그러나 제롬 발케 FIFA 사무총장은 2018년의 참가국 확대는 "일어나지 않을 일"이라 못박았고, 비탈리 무트코 러시아 체육부 장관은 러시아가 "32개국이 본선에 참가하는 것을 염두에 두고 준비한다"고 말했다. 일각에서는 유럽 축구 연맹(UEFA)에서 절반 가까이 되는 자신들의 월드컵 출전권을 줄이지 않기 위해 이런 꼼수를 부리고 있다는 주장도 제기되고 있다.

## 개최 도시 및 경기장
러시아는 다음의 도시에 FIFA 월드컵을 개최하기로 결정했다: 니즈니노브고로드, 로스토프나도누, 모스크바, 볼고그라드, 사란스크, 사마라, 상트페테르부르크, 소치, 예카테린부르크, 카잔, 칼리닌그라드. 선수들이 광대한 국토를 이동하는데 이동 시간을 최소화 하기 위해 개최 도시는 모두 유럽 러시아 내에 있거나, 바로 외곽에 위치했다. 유치 경쟁의 평가 보고서에서는 다음과 같이 기록되었다: "러시아는 유치 경쟁에서 13개의 개최 도시에 16개의 경기장을 제시하여 FIFA의 최소 조건을 뛰어넘었다. 16개중 3개의 경기장이 보수될 예정이며 13개가 신축될 예정이다."
2011년 10월, 러시아는 개최할 경기장의 수를 16개에서 14개로 줄였다. 모스크바 지역의 포돌스크 경기장 공사는 지역 정부에 의해 계획이 취소되었고, 옷크리티예 아레나는 디나모 경기장과 어느 경기장을 우선으로 지을지 경쟁했다.
개최도시 선정은 2012년 9월 29일에 마무리되었다. 개최 도시의 수는 크라스노다르와 야로슬라블이 최종 명단에서 탈락하면서 11개로 줄어들었교, 경기장은 12개가 되었다.
제프 블라터는 2014년 7월, 러시아의 경기장 완공에 관한 우려를 표명하며, 대회에 쓰일 경기장의 수를 12개에서 10개로 줄여도 좋다고 허락했다. 그는 "우리는 남아프리카 공화국의 경우처럼 한 경기장, 아니 둘이나 셋이 경기장에 문제가 생기는 이런 상황에 다시 놓이지 않을 것입니다."라고 덧붙였다.
2014년 10월, 관계자가 러시아를 처음으로 방문했는데, FIFA 조사 위원회와 그 수장인 크리스 운거는 상트페테르부르크, 소치, 카잔, 그리고 모스크바의 두 경기장을 돌아보았다. 그들은 준비 상황에 만족감을 드러냈다.
2015년 10월 8일, FIFA 및 현지 조직 위원회는 대회 기간동안 사용될 공식 경기장 명칭에 합의를 보았다.
| 모스크바                                                          | 모스크바 | 상트페테르부르크 | 칼리닌그라드                                                      |
| ----------------------------------------------------------------- | --- | --- | ----------------------------------------------------------------- |
| 루즈니키 스타디움                                                 | 옷크리티예 아레나 (스파르타크 스타디움) | 크레스톱스키 스타디움 (상트페테르부르크 스타디움)                                                                                               | 칼리닌그라드 경기장                                               |
| 수용인원: 78,011명                                                | 수용인원: 44,190명 | 수용인원: 64,468명 | 수용인원: 33,973명                                                |
| 북위 55° 42′ 57″ 동경 37° 33′ 14″ / 북위 55.71583° 동경 37.55389° | 북위 55° 49′ 3″ 동경 37° 26′ 8″ / 북위 55.81750° 동경 37.43556°                                                                                 | 북위 59° 58′ 22.63″ 동경 30° 13′ 13.92″ / 북위 59.9729528° 동경 30.2205333°                                                                     | 북위 54° 43′ 동경 20° 30′  / 북위 54.717° 동경 20.500°            |
|                                                                   | | |                                                                   |
| 카잔                                                              | 모스크바상트페테르부르크칼리닌그라드니즈니노브고로드카잔사마라볼고그라드사란스크소치로스토프나도누예카테린부르크2018년 FIFA 월드컵(유럽 러시아) | 모스크바상트페테르부르크칼리닌그라드니즈니노브고로드카잔사마라볼고그라드사란스크소치로스토프나도누예카테린부르크2018년 FIFA 월드컵(유럽 러시아) | 니즈니노브고로드                                                  |
| 카잔 아레나                                                       | 모스크바상트페테르부르크칼리닌그라드니즈니노브고로드카잔사마라볼고그라드사란스크소치로스토프나도누예카테린부르크2018년 FIFA 월드컵(유럽 러시아) | 모스크바상트페테르부르크칼리닌그라드니즈니노브고로드카잔사마라볼고그라드사란스크소치로스토프나도누예카테린부르크2018년 FIFA 월드컵(유럽 러시아) | 니즈니노브고로드 스타디움                                         |
| 수용인원: 42,873명                                                | 모스크바상트페테르부르크칼리닌그라드니즈니노브고로드카잔사마라볼고그라드사란스크소치로스토프나도누예카테린부르크2018년 FIFA 월드컵(유럽 러시아) | 모스크바상트페테르부르크칼리닌그라드니즈니노브고로드카잔사마라볼고그라드사란스크소치로스토프나도누예카테린부르크2018년 FIFA 월드컵(유럽 러시아) | 수용인원: 43,319명                                                |
| 북위 55° 49′ 08″ 동경 49° 09′ 31″ / 북위 55.81889° 동경 49.15861° | 모스크바상트페테르부르크칼리닌그라드니즈니노브고로드카잔사마라볼고그라드사란스크소치로스토프나도누예카테린부르크2018년 FIFA 월드컵(유럽 러시아) | 모스크바상트페테르부르크칼리닌그라드니즈니노브고로드카잔사마라볼고그라드사란스크소치로스토프나도누예카테린부르크2018년 FIFA 월드컵(유럽 러시아) | 북위 56° 19′ 18″ 동경 44° 04′ 29″ / 북위 56.32167° 동경 44.07472° |
| Медиафасад стадиона «Ак Барс Арена».                              | 모스크바상트페테르부르크칼리닌그라드니즈니노브고로드카잔사마라볼고그라드사란스크소치로스토프나도누예카테린부르크2018년 FIFA 월드컵(유럽 러시아) | 모스크바상트페테르부르크칼리닌그라드니즈니노브고로드카잔사마라볼고그라드사란스크소치로스토프나도누예카테린부르크2018년 FIFA 월드컵(유럽 러시아) |                                                                   |
| 사마라                                                            | 모스크바상트페테르부르크칼리닌그라드니즈니노브고로드카잔사마라볼고그라드사란스크소치로스토프나도누예카테린부르크2018년 FIFA 월드컵(유럽 러시아) | 모스크바상트페테르부르크칼리닌그라드니즈니노브고로드카잔사마라볼고그라드사란스크소치로스토프나도누예카테린부르크2018년 FIFA 월드컵(유럽 러시아) | 볼고그라드                                                        |
| 사마라 아레나 (사마라 아레나)                                     | 모스크바상트페테르부르크칼리닌그라드니즈니노브고로드카잔사마라볼고그라드사란스크소치로스토프나도누예카테린부르크2018년 FIFA 월드컵(유럽 러시아) | 모스크바상트페테르부르크칼리닌그라드니즈니노브고로드카잔사마라볼고그라드사란스크소치로스토프나도누예카테린부르크2018년 FIFA 월드컵(유럽 러시아) | 볼고그라드 아레나                                                 |
| 수용인원: 41,970명                                                | 모스크바상트페테르부르크칼리닌그라드니즈니노브고로드카잔사마라볼고그라드사란스크소치로스토프나도누예카테린부르크2018년 FIFA 월드컵(유럽 러시아) | 모스크바상트페테르부르크칼리닌그라드니즈니노브고로드카잔사마라볼고그라드사란스크소치로스토프나도누예카테린부르크2018년 FIFA 월드컵(유럽 러시아) | 수용인원: 43,713명                                                |
| 북위 53° 16′ 40″ 동경 50° 14′ 15″ / 북위 53.27778° 동경 50.23750° | 모스크바상트페테르부르크칼리닌그라드니즈니노브고로드카잔사마라볼고그라드사란스크소치로스토프나도누예카테린부르크2018년 FIFA 월드컵(유럽 러시아) | 모스크바상트페테르부르크칼리닌그라드니즈니노브고로드카잔사마라볼고그라드사란스크소치로스토프나도누예카테린부르크2018년 FIFA 월드컵(유럽 러시아) | 북위 48° 44′ 4″ 동경 44° 32′ 54″ / 북위 48.73444° 동경 44.54833°  |
|                                                                   | 모스크바상트페테르부르크칼리닌그라드니즈니노브고로드카잔사마라볼고그라드사란스크소치로스토프나도누예카테린부르크2018년 FIFA 월드컵(유럽 러시아) | 모스크바상트페테르부르크칼리닌그라드니즈니노브고로드카잔사마라볼고그라드사란스크소치로스토프나도누예카테린부르크2018년 FIFA 월드컵(유럽 러시아) |                                                                   |
| 사란스크                                                          | 로스토프나도누 | 소치 | 예카테린부르크                                                    |
| 모르도비야 아레나                                                 | 로스토프 아레나 | 피시트 올림픽 스타디움 (피시트 스타디움) | 예카테린부르크 중앙경기장 (예카테린부르크 아레나)                 |
| 수용인원: 41,685명                                                | 수용인원: 43,472명 | 수용인원: 44,287명 | 수용인원: 33,061명                                                |
| 북위 54° 10′ 58″ 동경 45° 12′ 05″ / 북위 54.18278° 동경 45.20139° | 북위 47° 12′ 30″ 동경 39° 44′ 30″ / 북위 47.20833° 동경 39.74167°                                                                               | 북위 43° 24′ 08″ 동경 39° 57′ 22″ / 북위 43.40222° 동경 39.95611°                                                                               | 북위 56° 49′ 57″ 동경 60° 34′ 25″ / 북위 56.83250° 동경 60.57361° |
|                                                                   | | |                                                                   |

### 국가별 베이스캠프 위치
32개 참가국은 베이스캠프에 머물러 FIFA 월드컵 경기를 앞두고 훈련 일정을 가졌다. 2018년 2월 9일, FIFA는 월드컵 본선 진출국들의 러시아 영토 안 베이스캠프를 발표하였다.
| 국가           | 베이스캠프 위치                  |
| -------------- | -------------------------------- |
| 나이지리아     | 스타브로폴 지방, 예센투키        |
| 대한민국       | 상트페테르부르크, 페테르고프     |
| 덴마크         | 크라스노다르 지방, 아나파        |
| 독일           | 모스크바                         |
| 러시아         | 모스크바주, 힘키                 |
| 멕시코         | 모스크바주, 힘키                 |
| 모로코         | 보로네시주, 보로네시             |
| 벨기에         | 모스크바주, 크라스노고르스키 구  |
| 브라질         | 크라스노다르 지방, 소치          |
| 사우디아라비아 | 상트페테르부르크                 |
| 세네갈         | 칼루가주, 칼루가                 |
| 세르비아       | 칼리닌그라드주, 스베틀로고르스크 |
| 스웨덴         | 크라스노다르 지방, 겔렌지크      |
| 스위스         | 사마라주, 사마라(톨랴티)         |
| 스페인         | 크라스노다르 지방, 크라스노다르  |
| 아르헨티나     | 모스크바주, 브론니치             |

| 국가           | 베이스캠프 위치                          |
| -------------- | ---------------------------------------- |
| 아이슬란드     | 크라스노다르 지방, 겔렌지크              |
| 오스트레일리아 | 타타르스탄 공화국, 카잔                  |
| 우루과이       | 니즈니노브고로드주, 보르                 |
| 이란           | 모스크바주, 바코프카                     |
| 이집트         | 체첸 공화국, 그로즈니                    |
| 일본           | 타타르스탄 공화국, 카잔                  |
| 잉글랜드       | 상트페테르부르크, 레피노                 |
| 코스타리카     | 상트페테르부르크                         |
| 콜롬비아       | 타타르스탄 공화국, 베르흐네우슬론스키 구 |
| 크로아티아     | 레닌그라드주, 비보르크스키 구            |
| 튀니지         | 모스크바주, 페르보마이스코예             |
| 파나마         | 모르도바 공화국, 사란스크                |
| 페루           | 모스크바                                 |
| 포르투갈       | 모스크바주, 라멘스코예                   |
| 폴란드         | 크라스노다르 지방, 소치                  |
| 프랑스         | 모스크바주, 이스트라 구                  |

## 일정
모든 경기 일정(경기 개시 시간은 공개되지 않았고, 나중에 확인되었다.)은 FIFA 에 의해 2015년 7월 24일에 발표되었다. 러시아는 조추첨에서 A1에 배정되어 6월 14일, 모스크바의 루즈니키 경기장에서 개막전을 치르게 되었고, 이 경기장은 이후 7월 11일에 열릴 준결승전 1경기와 7월 15일에 결승전을 개최할 예정이기도 하다. 상트페테르부르크의 크레스톱스키 경기장은 7월 10일에 다른 준결승전 경기와 7월 14일에 펼쳐질 3위 결정전을 개최할 예정이다.
조 추첨식은 2017년 12월 1일 모스크바에서 진행되었다.

## 본선 조추첨
2018년 FIFA 월드컵 본선 조추첨은 2017년 12월 1일(한국 시각 12월 2일 0시), 러시아 모스크바 소재 국립 크렘린궁에서 개최되었다. 본선에 참가한 32개 팀은 4개 팀씩 묶여 8개의 조에 배정된다.
조추첨을 위해, 본선 참가 팀들은 2017년 10월 FIFA 월드 랭킹에 따라 4개 시드로 나눠져 배정될 것이다. 포트 1(톱시드)은 개최국 러시아(자동적으로 A1 자리에 배정)와 랭킹 최상위 7개 팀들이 배정될 것이다. 포트 2(제2시드)는 그 다음 상위권 8개 팀들이 채우고 포트 3(제3시드)는 중위권 8개 팀과 포트 4(제4시드)는 하위권 8개 팀이며 순서대로 배정된다. 이것은 이전 대회의 조추첨과 다르다. 2014년 대회까지 톱시드만 FIFA 랭킹 기준으로 하고 나머지 시드는 대륙별로 안배를 하였다.
이전 조추첨과 같은 부분은 UEFA(유럽 축구 연맹) 소속 팀들을 제외한 타 대륙축구협회 소속 팀들은 본선 조별리그에서 같은 대륙 소속팀끼리 같은 조에 편성되지 않는 것이다. 강팀들은 같은 조에 소속하지 않을 것이다. UEFA(유럽 축구 연맹) 소속 팀들은 한 조에 최대 2개 팀까지 배정될 수 있다.

## 선수 명단
각국은 우선 30명으로 구성된 예비 명단을 작성해야 한다. 예비 명단에서, 각국은 최종 23인 명단 (이 중 3명은 골키퍼를 넣어야 한다) 을 FIFA에 마감일까지 제출해야 한다. 최종 명단에 든 선수들 중 중상이 발생한 경우 해당 국가의  1차전 경기로부터 24시간 전까지 다른 선수로 교체할 수 있었는데, 대체 선수는 예비 명단 외의 선수도 허용된다.

## 심판진
아래 명단은 주심 명단이다. 심판진은 같은 국가 사람들 또는 같은 언어 사용자끼리 하나의 팀으로 구성된다. 또한 편파 판정을 방지하기 위해서 심판의 조국이 치르는 경기에 해당 심판은 투입될 수 없다. 볼드체는 모든 경기에 투입이 가능한 심판이다.
| AFC - 알리레자 파가니 - 랍샨 이르마토프 - 모함메드 압둘라 하산 모하메드 - 사토 류지 - 나와프 슈크랄라 CAF - 메흐디 아레프 샤레프 - 말랑 디에디우 - 바카리 가사마 - 게하드 그리샤 - 재니 시카즈웨 - 밤락 테세마 웨예사 | CONCACAF - 호엘 아길라르 - 마크 가이거 - 제이어 머루포 - 리카르도 몬테로 - 혼 피티 - 세사르 아르투로 라모스 CONMEBOL - 훌리오 바스쿠냔 - 엔리케 카세레스 - 안드레스 쿠냐 - 네스토르 피타나 - 산드루 히시 - 윌마르 롤단 | OFC - 매슈 콩거 - 노르베르 하우아타 UEFA - 펠릭스 브리히 - 쥐네이트 차크르 - 세르게이 카라쇼프 - 비외른 카위퍼르스 - 안토니오 마테우 라오스 - 시몬 마르치니아크 - 밀로라드 마지치 - 잔루카 로키 - 다미르 스코미나 - 클레망 튀르팽 |  |

## 조별 리그
각 조의 상위 2개국이 16강에 진출한다. 각 조의 순위는 다음과 같이 결정된다 (규정 32조 5항):
1. 3경기에서 획득한 총 승점;
2. 3경기에서 기록한 골득실차;
3. 3경기에서 기록한 총 득점;

두 국가 이상 위의 세 부문에서 동률시 다음 방식대로 최종 순위가 결정된다:
1. 위 조건에서 모두 동률인 팀들간 획득한 승점;
2. 위 조건에서 모두 동률인 팀들간 기록한 골득실차;
3. 위 조건에서 모두 동률인 팀들간 기록한 총 득점;
4. 페어플레이 점수
  1. 경고: 1점 감점;
  2. 경고 누적으로 인한 퇴장: 3점 감점;
  3. 즉각 퇴장: 4점 감점;
  4. 경고 후 즉각 퇴장: 5점 감점;
5. FIFA 조직위원회의 추첨.

아래에 기재된 시간은 현지 시간을 기준으로 한다.
| 조별 리그 범례 | 조별 리그 범례                    |
| -------------- | --------------------------------- |
|                | 조 1위와 2위가 16강전에 진출한다. |
|                | 조별 리그 탈락.                   |

### A조
| 팀             | 경기 | 승 | 무 | 패 | 득 | 실 | 차 | 승점 |
| -------------- | ---- | -- | -- | -- | -- | -- | -- | ---- |
| 우루과이       | 3    | 3  | 0  | 0  | 5  | 0  | +5 | 9    |
| 러시아         | 3    | 2  | 0  | 1  | 8  | 4  | +4 | 6    |
| 사우디아라비아 | 3    | 1  | 0  | 2  | 2  | 7  | −5 | 3    |
| 이집트         | 3    | 0  | 0  | 3  | 2  | 6  | −4 | 0    |

출처: FIFA 

(개) 개최국
| 러시아                                                       | 5 – 0  | 사우디아라비아 |
| ------------------------------------------------------------ | ------ | -------------- |
| 가진스키 12′ · 체리셰프 43′, 90+1′ · 주바 71′ · 골로빈 90+5′ | 리포트 |                |

| 이집트 | 0 – 1  | 우루과이     |
| ------ | ------ | ------------ |
|        | 리포트 | 히메네스 89′ |

| 러시아                                      | 3 – 1  | 이집트              |
| ------------------------------------------- | ------ | ------------------- |
| 파티 47′ (자책골) · 체리셰프 59′ · 주바 62′ | 리포트 | 살라 73′ (페널티골) |

| 우루과이     | 1 – 0  | 사우디아라비아 |
| ------------ | ------ | -------------- |
| 수아레스 23′ | 리포트 |                |

| 우루과이                                          | 3 – 0  | 러시아 |
| ------------------------------------------------- | ------ | ------ |
| 수아레스 10′ · 체리셰프 23′ (자책골) · 카바니 90′ | 리포트 |        |

| 사우디아라비아                               | 2 – 1  | 이집트   |
| -------------------------------------------- | ------ | -------- |
| 알파라지 45+6′ (페널티골) · 알다우사리 90+5′ | 리포트 | 살라 22′ |

### B조
| 팀       | 경기 | 승 | 무 | 패 | 득 | 실 | 차 | 승점 |
| -------- | ---- | -- | -- | -- | -- | -- | -- | ---- |
| 스페인   | 3    | 1  | 2  | 0  | 6  | 5  | +1 | 5    |
| 포르투갈 | 3    | 1  | 2  | 0  | 5  | 4  | +1 | 5    |
| 이란     | 3    | 1  | 1  | 1  | 2  | 2  | 0  | 4    |
| 모로코   | 3    | 0  | 1  | 2  | 2  | 4  | −2 | 1    |

출처: FIFA
| 모로코 | 0 – 1  | 이란                    |
| ------ | ------ | ----------------------- |
|        | 리포트 | 부하두즈 90+5′ (자책골) |

| 포르투갈                       | 3 – 3  | 스페인                     |
| ------------------------------ | ------ | -------------------------- |
| 호날두 4′ (페널티골), 44′, 88′ | 리포트 | 코스타 24′, 55′ · 나초 58′ |

| 포르투갈  | 1 – 0  | 모로코 |
| --------- | ------ | ------ |
| 호날두 4′ | 리포트 |        |

| 이란 | 0 – 1  | 스페인     |
| ---- | ------ | ---------- |
|      | 리포트 | 코스타 54′ |

| 이란                          | 1 – 1  | 포르투갈       |
| ----------------------------- | ------ | -------------- |
| 안사리파르드 90+3′ (페널티골) | 리포트 | 쿠아레즈마 45′ |

| 스페인                      | 2 – 2  | 모로코                      |
| --------------------------- | ------ | --------------------------- |
| 이스코 19′ · 아스파스 90+1′ | 리포트 | 부타이브 14′ · 엔네시리 81′ |

### C조
| 팀             | 경기 | 승 | 무 | 패 | 득 | 실 | 차 | 승점 |
| -------------- | ---- | -- | -- | -- | -- | -- | -- | ---- |
| 프랑스         | 3    | 2  | 1  | 0  | 3  | 1  | +2 | 7    |
| 덴마크         | 3    | 1  | 2  | 0  | 2  | 1  | +1 | 5    |
| 페루           | 3    | 1  | 0  | 2  | 2  | 2  | 0  | 3    |
| 오스트레일리아 | 3    | 0  | 1  | 2  | 2  | 5  | −3 | 1    |

출처: FIFA
| 프랑스                                        | 2 – 1  | 오스트레일리아          |
| --------------------------------------------- | ------ | ----------------------- |
| 그리즈만 58′ (페널티골) · 베히치 81′ (자책골) | 리포트 | 예디나크 62′ (페널티골) |

| 페루 | 0 – 1  | 덴마크     |
| ---- | ------ | ---------- |
|      | 리포트 | 포울센 59′ |

| 덴마크    | 1 – 1  | 오스트레일리아          |
| --------- | ------ | ----------------------- |
| 에릭센 7′ | 리포트 | 예디나크 38′ (페널티골) |

| 프랑스     | 1 – 0  | 페루 |
| ---------- | ------ | ---- |
| 음바페 34′ | 리포트 |      |

| 덴마크 | 0 – 0  | 프랑스 |
| ------ | ------ | ------ |
|        | 리포트 |        |

| 오스트레일리아 | 0 – 2  | 페루                    |
| -------------- | ------ | ----------------------- |
|                | 리포트 | 카리요 18′ · 게레로 50′ |

### D조
| 팀         | 경기 | 승 | 무 | 패 | 득 | 실 | 차 | 승점 |
| ---------- | ---- | -- | -- | -- | -- | -- | -- | ---- |
| 크로아티아 | 3    | 3  | 0  | 0  | 7  | 1  | +6 | 9    |
| 아르헨티나 | 3    | 1  | 1  | 1  | 3  | 5  | −2 | 4    |
| 나이지리아 | 3    | 1  | 0  | 2  | 3  | 4  | −1 | 3    |
| 아이슬란드 | 3    | 0  | 1  | 2  | 2  | 5  | −3 | 1    |

출처: FIFA
| 아르헨티나 | 1 – 1  | 아이슬란드   |
| ---------- | ------ | ------------ |
| 아궤로 19′ | 리포트 | 핀보가손 23′ |

| 크로아티아                                    | 2 – 0  | 나이지리아 |
| --------------------------------------------- | ------ | ---------- |
| 에테보 32′ (자책골) · 모드리치 71′ (페널티골) | 리포트 |            |

| 아르헨티나 | 0 – 3  | 크로아티아                                 |
| ---------- | ------ | ------------------------------------------ |
|            | 리포트 | 레비치 53′ · 모드리치 80′ · 라키티치 90+1′ |

| 나이지리아    | 2 – 0  | 아이슬란드 |
| ------------- | ------ | ---------- |
| 무사 49′, 75′ | 리포트 |            |

| 나이지리아            | 1 – 2  | 아르헨티나          |
| --------------------- | ------ | ------------------- |
| 모지스 51′ (페널티골) | 리포트 | 메시 14′ · 로호 86′ |

| 아이슬란드                | 1 – 2  | 크로아티아              |
| ------------------------- | ------ | ----------------------- |
| 시귀르드손 73′ (페널티골) | 리포트 | 바델 53′ · 페리시치 90′ |

### E조
| 팀         | 경기 | 승 | 무 | 패 | 득 | 실 | 차 | 승점 |
| ---------- | ---- | -- | -- | -- | -- | -- | -- | ---- |
| 브라질     | 3    | 2  | 1  | 0  | 5  | 1  | +4 | 7    |
| 스위스     | 3    | 1  | 2  | 0  | 5  | 4  | +1 | 5    |
| 세르비아   | 3    | 1  | 0  | 2  | 2  | 4  | −2 | 3    |
| 코스타리카 | 3    | 0  | 1  | 2  | 2  | 5  | −3 | 1    |

출처: FIFA
| 코스타리카 | 0 – 1  | 세르비아     |
| ---------- | ------ | ------------ |
|            | 리포트 | 콜라로브 56′ |

| 브라질     | 1 – 1  | 스위스   |
| ---------- | ------ | -------- |
| 코치뉴 20′ | 리포트 | 추버 50′ |

| 브라질                        | 2 – 0  | 코스타리카 |
| ----------------------------- | ------ | ---------- |
| 코치뉴 90+1′ · 네이마르 90+7′ | 리포트 |            |

| 세르비아      | 1 – 2  | 스위스                |
| ------------- | ------ | --------------------- |
| 미트로비치 5′ | 리포트 | 자카 52′ · 샤치리 90′ |

| 세르비아 | 0 – 2  | 브라질                    |
| -------- | ------ | ------------------------- |
|          | 리포트 | 파울리뉴 36′ · 시우바 68′ |

| 스위스                      | 2 – 2  | 코스타리카                       |
| --------------------------- | ------ | -------------------------------- |
| 제마일리 31′ · 드르미치 88′ | 리포트 | 와스톤 56′ · 조머 90+3′ (자책골) |

### F조

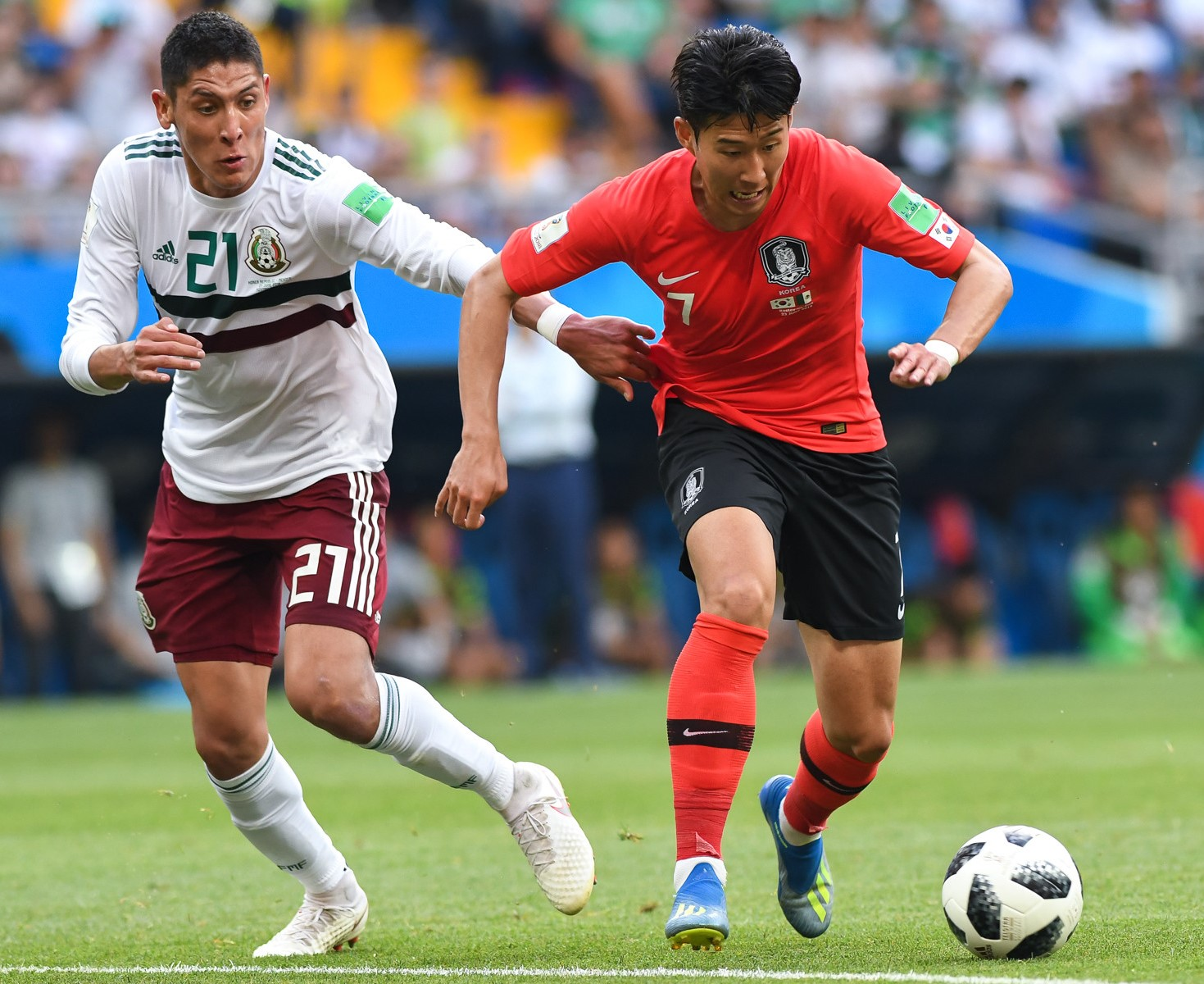
멕시코 대 대한민국

| 팀       | 경기 | 승 | 무 | 패 | 득 | 실 | 차 | 승점 |
| -------- | ---- | -- | -- | -- | -- | -- | -- | ---- |
| 스웨덴   | 3    | 2  | 0  | 1  | 5  | 2  | +3 | 6    |
| 멕시코   | 3    | 2  | 0  | 1  | 3  | 4  | −1 | 6    |
| 대한민국 | 3    | 1  | 0  | 2  | 3  | 3  | 0  | 3    |
| 독일     | 3    | 1  | 0  | 2  | 2  | 4  | −2 | 3    |

출처: FIFA
| 독일 | 0 – 1  | 멕시코     |
| ---- | ------ | ---------- |
|      | 리포트 | 로사노 35′ |

| 스웨덴                      | 1 – 0  | 대한민국 |
| --------------------------- | ------ | -------- |
| 그랑크비스트 65′ (페널티골) | 리포트 |          |

| 대한민국     | 1 – 2  | 멕시코                               |
| ------------ | ------ | ------------------------------------ |
| 손흥민 90+3′ | 리포트 | 벨라 26′ (페널티골) · 에르난데스 66′ |

| 독일                      | 2 – 1  | 스웨덴       |
| ------------------------- | ------ | ------------ |
| 로이스 48′ · 크로스 90+5′ | 리포트 | 토이보넨 32′ |

| 대한민국                    | 2 – 0  | 독일 |
| --------------------------- | ------ | ---- |
| 김영권 90+3′ · 손흥민 90+6′ | 리포트 |      |

| 멕시코 | 0 – 3  | 스웨덴                                                                 |
| ------ | ------ | ---------------------------------------------------------------------- |
|        | 리포트 | 아우구스틴손 50′ · 그랑크비스트 62′ (페널티골) · 알바레스 74′ (자책골) |

### G조
| 팀       | 경기 | 승 | 무 | 패 | 득 | 실 | 차 | 승점 |
| -------- | ---- | -- | -- | -- | -- | -- | -- | ---- |
| 벨기에   | 3    | 3  | 0  | 0  | 9  | 2  | +7 | 9    |
| 잉글랜드 | 3    | 2  | 0  | 1  | 8  | 3  | +5 | 6    |
| 튀니지   | 3    | 1  | 0  | 2  | 5  | 8  | −3 | 3    |
| 파나마   | 3    | 0  | 0  | 3  | 2  | 11 | −9 | 0    |

출처: FIFA
| 벨기에                         | 3 – 0  | 파나마 |
| ------------------------------ | ------ | ------ |
| 메르턴스 47′ · 루카쿠 69′, 75′ | 리포트 |        |

| 튀니지              | 1 – 2  | 잉글랜드        |
| ------------------- | ------ | --------------- |
| 사시 35′ (페널티골) | 리포트 | 케인 11′, 90+1′ |

| 벨기에                                                       | 5 – 2  | 튀니지                  |
| ------------------------------------------------------------ | ------ | ----------------------- |
| 아자르 6′ (페널티골), 51′ · 루카쿠 16′, 45+3′ · 바추아이 90′ | 리포트 | 브론 18′ · 카즈리 90+3′ |

| 잉글랜드                                                                 | 6 – 1  | 파나마     |
| ------------------------------------------------------------------------ | ------ | ---------- |
| 스톤스 8′, 40′ · 케인 22′ (페널티골), 45+1′ (페널티골), 62′ · 린가드 36′ | 리포트 | 발로이 78′ |

| 잉글랜드 | 0 – 1  | 벨기에       |
| -------- | ------ | ------------ |
|          | 리포트 | 야누자이 51′ |

| 파나마              | 1 – 2  | 튀니지                     |
| ------------------- | ------ | -------------------------- |
| 메리아 40′ (자책골) | 리포트 | 벤 유세프 51′ · 카즈리 66′ |

### H조
| 팀       | 경기 | 승 | 무 | 패 | 득 | 실 | 차 | 승점 |
| -------- | ---- | -- | -- | -- | -- | -- | -- | ---- |
| 콜롬비아 | 3    | 2  | 0  | 1  | 5  | 2  | +3 | 6    |
| 일본     | 3    | 1  | 1  | 1  | 4  | 4  | 0  | 4    |
| 세네갈   | 3    | 1  | 1  | 1  | 4  | 4  | 0  | 4    |
| 폴란드   | 3    | 1  | 0  | 2  | 2  | 5  | −3 | 3    |

출처: FIFA
- 일본과 세네갈은 승점, 골득실차, 득점이 동률을 이룬 데다가 상호간의 대결도 무승부라서 승자승 원칙도 적용되지 않아 페어플레이 점수로 순위가 결정되었다. 그 결과 일본(-4점, 경고 4회)이 2위, 세네갈(-6점, 경고 6회)이 3위가 되었다.

| 콜롬비아   | 1 – 2  | 일본                              |
| ---------- | ------ | --------------------------------- |
| 킨테로 39′ | 리포트 | 가가와 6′ (페널티골) · 오사코 73′ |

| 폴란드           | 1 – 2  | 세네갈                           |
| ---------------- | ------ | -------------------------------- |
| 크리호비아크 86′ | 리포트 | 시오네크 37′ (자책골) · 니앙 60′ |

| 일본                  | 2 – 2  | 세네갈                |
| --------------------- | ------ | --------------------- |
| 이누이 34′ · 혼다 78′ | 리포트 | 마네 11′ · 와귀에 71′ |

| 폴란드 | 0 – 3  | 콜롬비아                             |
| ------ | ------ | ------------------------------------ |
|        | 리포트 | 미나 40′ · 팔카오 70′ · 콰드라도 75′ |

| 일본 | 0 – 1  | 폴란드         |
| ---- | ------ | -------------- |
|      | 리포트 | 베드나레크 59′ |

| 세네갈 | 0 – 1  | 콜롬비아 |
| ------ | ------ | -------- |
|        | 리포트 | 미나 74′ |

## 결선 토너먼트
결선 토너먼트에서 정규 시간에 승부가 나지 않을 경우 연장전을 전후반 각각 15분씩 진행하고, 필요시 승부차기로 다음 라운드 진출자를 가린다.
|  | 16강전                          | 16강전           |                                |       | 8강전      | 8강전      |                             |                             | 준결승전 | 준결승전 |  |  | 결승전 | 결승전 |
|  |                                 |                  |                                |       |            |            |                             |                             |          |          |  |  |        |        |
|  | 6월 30일 - 소치                 |                  |                                |       |            |            |                             |                             |          |          |  |  |        |        |
|  |                                 |                  |                                |       |            |            |                             |                             |          |          |  |  |        |        |
|  | 우루과이                        | 2                |                                |       |            |            |                             |                             |          |          |  |  |        |        |
|  | 우루과이                        | 2                | 7월 6일 - 니즈니노브고로드     |       |            |            |                             |                             |          |          |  |  |        |        |
|  | 포르투갈                        | 1                |                                |       |            |            |                             |                             |          |          |  |  |        |        |
|  | 포르투갈                        | 1                | 우루과이                       | 0     |            |            |                             |                             |          |          |  |  |        |        |
|  | 6월 30일 - 카잔                 |                  | 우루과이                       | 0     |            |            |                             |                             |          |          |  |  |        |        |
|  |                                 | 프랑스           | 2                              |       |            |            |                             |                             |          |          |  |  |        |        |
|  | 프랑스                          | 프랑스           | 2                              | 4     |            |            |                             |                             |          |          |  |  |        |        |
|  | 프랑스                          |                  | 7월 10일 - 상트페테르부르크    | 4     |            |            |                             |                             |          |          |  |  |        |        |
|  | 아르헨티나                      | 3                |                                |       |            |            |                             |                             |          |          |  |  |        |        |
|  | 아르헨티나                      | 3                | 프랑스                         | 1     |            |            |                             |                             |          |          |  |  |        |        |
|  | 7월 2일 - 사마라                |                  | 프랑스                         | 1     |            |            |                             |                             |          |          |  |  |        |        |
|  |                                 | 벨기에           | 0                              |       |            |            |                             |                             |          |          |  |  |        |        |
|  | 브라질                          | 벨기에           | 0                              | 2     |            |            |                             |                             |          |          |  |  |        |        |
|  | 브라질                          | 7월 6일 - 카잔   |                                | 2     |            |            |                             |                             |          |          |  |  |        |        |
|  | 멕시코                          | 0                |                                |       |            |            |                             |                             |          |          |  |  |        |        |
|  | 멕시코                          | 0                | 브라질                         | 1     |            |            |                             |                             |          |          |  |  |        |        |
|  | 7월 2일 - 로스토프나도누        |                  | 브라질                         | 1     |            |            |                             |                             |          |          |  |  |        |        |
|  |                                 | 벨기에           | 2                              |       |            |            |                             |                             |          |          |  |  |        |        |
|  | 벨기에                          | 벨기에           | 2                              | 3     |            |            |                             |                             |          |          |  |  |        |        |
|  | 벨기에                          |                  | 7월 15일 - 모스크바 (루즈니키) | 3     |            |            |                             |                             |          |          |  |  |        |        |
|  | 일본                            | 2                |                                |       |            |            |                             |                             |          |          |  |  |        |        |
|  | 일본                            | 2                | 프랑스                         | 5     |            |            |                             |                             |          |          |  |  |        |        |
|  | 7월 1일 - 모스크바 (루즈니키)   |                  | 프랑스                         | 5     |            |            |                             |                             |          |          |  |  |        |        |
|  |                                 | 크로아티아       | 4                              |       |            |            |                             |                             |          |          |  |  |        |        |
|  | 스페인                          | 크로아티아       | 4                              | 1 (3) |            |            |                             |                             |          |          |  |  |        |        |
|  | 스페인                          | 7월 7일 - 소치   |                                | 1 (3) |            |            |                             |                             |          |          |  |  |        |        |
|  | 러시아                          | 1 (4)            |                                |       |            |            |                             |                             |          |          |  |  |        |        |
|  | 러시아                          | 1 (4)            | 러시아(승)                     | 2 (3) |            |            |                             |                             |          |          |  |  |        |        |
|  | 7월 1일 - 니즈니노브고로드      |                  | 러시아(승)                     | 2 (3) |            |            |                             |                             |          |          |  |  |        |        |
|  |                                 | 크로아티아       | 2 (4)                          |       |            |            |                             |                             |          |          |  |  |        |        |
|  | 크로아티아 (승)                 | 크로아티아       | 2 (4)                          | 1 (3) |            |            |                             |                             |          |          |  |  |        |        |
|  | 크로아티아 (승)                 |                  | 7월 11일 - 모스크바 (루즈니키) | 1 (3) |            |            |                             |                             |          |          |  |  |        |        |
|  | 덴마크                          | 1 (2)            |                                |       |            |            |                             |                             |          |          |  |  |        |        |
|  | 덴마크                          | 1 (2)            | 크로아티아                     | 2     |            |            |                             |                             |          |          |  |  |        |        |
|  | 7월 3일 - 상트페테르부르크      |                  | 크로아티아                     | 2     |            |            |                             |                             |          |          |  |  |        |        |
|  |                                 | 잉글랜드 (연장)  | 1                              |       | 3위 결정전 | 3위 결정전 |                             |                             |          |          |  |  |        |        |
|  | 스웨덴                          | 잉글랜드 (연장)  | 1                              | 1     | 3위 결정전 | 3위 결정전 |                             |                             |          |          |  |  |        |        |
|  | 스웨덴                          | 7월 7일 - 사마라 | 7월 7일 - 사마라               | 1     |            |            | 7월 14일 - 상트페테르부르크 | 7월 14일 - 상트페테르부르크 |          |          |  |  |        |        |
|  | 스위스                          | 7월 7일 - 사마라 | 7월 7일 - 사마라               | 0     |            |            | 7월 14일 - 상트페테르부르크 | 7월 14일 - 상트페테르부르크 |          |          |  |  |        |        |
|  | 스위스                          | 스웨덴           | 0                              | 0     | 벨기에     | 2          |                             |                             |          |          |  |  |        |        |
|  | 7월 3일 - 모스크바 (옷크리티예) | 스웨덴           | 0                              |       | 벨기에     | 2          |                             |                             |          |          |  |  |        |        |
|  |                                 | 잉글랜드         | 2                              |       | 잉글랜드   | 0          |                             |                             |          |          |  |  |        |        |
|  | 콜롬비아                        | 잉글랜드         | 2                              | 1 (3) | 잉글랜드   | 0          |                             |                             |          |          |  |  |        |        |
|  | 콜롬비아                        |                  |                                | 1 (3) |            |            |                             |                             |          |          |  |  |        |        |
|  | 잉글랜드 (승)                   | 1 (4)            |                                |       |            |            |                             |                             |          |          |  |  |        |        |
|  | 잉글랜드 (승)                   | 1 (4)            |                                |       |            |            |                             |                             |          |          |  |  |        |        |

### 16강전
| 프랑스                                                 | 4 – 3  | 아르헨티나                                  |
| ------------------------------------------------------ | ------ | ------------------------------------------- |
| 그리즈만 13′ (페널티골) · 파바르 57′ · 음바페 64′, 68′ | 리포트 | 디 마리아 41′ · 메르카도 48′ · 아궤로 90+3′ |

| 스페인                                       | 1 – 1 (연장전) | 러시아                                      |
| -------------------------------------------- | -------------- | ------------------------------------------- |
| 이그나셰비치 12′ (자책골)                    | 리포트         | 주바 41′ (페널티)                           |
| 승부차기                                     |                |                                             |
| 이니에스타 · 피케 · 코케 · 라모스 · 아스파스 | 3 – 4          | 스몰로프 · 이그나셰비치 · 골로빈 · 체리셰프 |

| 벨기에                                     | 3 – 2  | 일본                      |
| ------------------------------------------ | ------ | ------------------------- |
| 페르통언 69′ · 펠라이니 74′ · 샤들리 90+4′ | 리포트 | 하라구치 48′ · 이누이 52′ |

### 결승전
| 프랑스                                                                  | 4 – 2  | 크로아티아                  |
| ----------------------------------------------------------------------- | ------ | --------------------------- |
| 만주키치 18′ (자책골) · 그리즈만 38′ (페널티) · 포그바 59′ · 음바페 65′ | 리포트 | 페리시치 28′ · 만주키치 69′ |

## 통계

### 득점자
6골
- 해리 케인

4골
| - 로멜루 루카쿠 - 앙투안 그리즈만 | - 킬리안 음바페 - 크리스티아누 호날두 | - 데니스 체리셰프 |

3골
| - 예리 미나 - 에덴 아자르 - 마리오 만주키치 | - 이반 페리시치 - 아르툠 주바 - 디에고 코스타 | - 에딘손 카바니 |

2골
| - 세르히오 아궤로 - 밀레 예디나크 - 필리피 코치뉴 - 네이마르 - 루카 모드리치 | - 무함마드 살라흐 - 이누이 다카시 - 존 스톤스 - 아흐메드 무사 - 손흥민 | - 안드레아스 그랑크비스트 - 루이스 수아레스 - 와흐비 카즈리 |

1골
| - 리오넬 메시 - 마르코스 로호 - 앙헬 디 마리아 - 가브리엘 메르카도 - 드리스 메르턴스 - 미키 바추아이 - 아드난 야누자이 - 얀 페르통언 - 마루안 펠라이니 - 나세르 샤들리 - 케빈 더 브라위너 - 토마 뫼니에 - 파울리뉴 - 치아구 시우바 - 호베르투 피르미누 - 헤나투 아우구스투 - 후안 페르난도 킨테로 - 라다멜 팔카오 - 후안 콰드라도 - 켄달 와스톤 - 안테 레비치 - 이반 라키티치 - 밀란 바델 - 안드레이 크라마리치 - 도마고이 비다 - 유수프 포울센 - 크리스티안 에릭센 - 마티아스 예르겐센 - 제시 린가드 | - 해리 매과이어 - 델레 알리 - 키런 트리피어 - 뱅자맹 파바르 - 라파엘 바란 - 사뮈엘 움티티 - 폴 포그바 - 마르코 로이스 - 토니 크로스 - 알프레드 핀보가손 - 길비 시귀르드손 - 카림 안사리파르드 - 가가와 신지 - 오사코 유야 - 하라구치 겐키 - 혼다 게이스케 - 이르빙 로사노 - 카를로스 벨라 - 하비에르 에르난데스 - 칼리드 부타이브 - 유세프 엔네시리 - 빅터 모지스 - 펠리페 발로이 - 그제고시 크리호비아크 - 얀 베드나레크 - 안드레 카리요 - 파올로 게레로 - 히카르두 쿠아레즈마 - 페페 | - 유리 가진스키 - 알렉산드르 골로빈 - 마리우 페르난지스 - 살만 알파라지 - 살렘 알다우사리 - 음바예 니앙 - 사디오 마네 - 무사 와귀에 - 알렉산다르 콜라로브 - 알렉산다르 미트로비치 - 김영권 - 나초 - 이스코 - 이아고 아스파스 - 올라 토이보넨 - 루드비그 아우구스틴손 - 에밀 포르스베리 - 슈테벤 추버 - 그라니트 자카 - 제르단 샤치리 - 블레림 제마일리 - 요시프 드르미치 - 페르자니 사시 - 딜랑 브론 - 파크레딘 벤 유세프 - 호세 히메네스 |

자책골
| - 아지즈 베히치 (프랑스전) - 페르난지뉴 (벨기에전) - 마리오 만주키치 (프랑스전) - 아흐메드 파티 (러시아전) | - 아지즈 부하두즈 (이란전) - 오게네카로 에테보 (크로아티아전) - 치아구 시오네크 (세네갈전) - 에드손 알바레스 (스웨덴전) | - 데니스 체리셰프 (우루과이전) - 세르게이 이그나셰비치 (스페인전) - 얀 조머 (코스타리카전) - 야신 메리아 (파나마전) |

### 수상

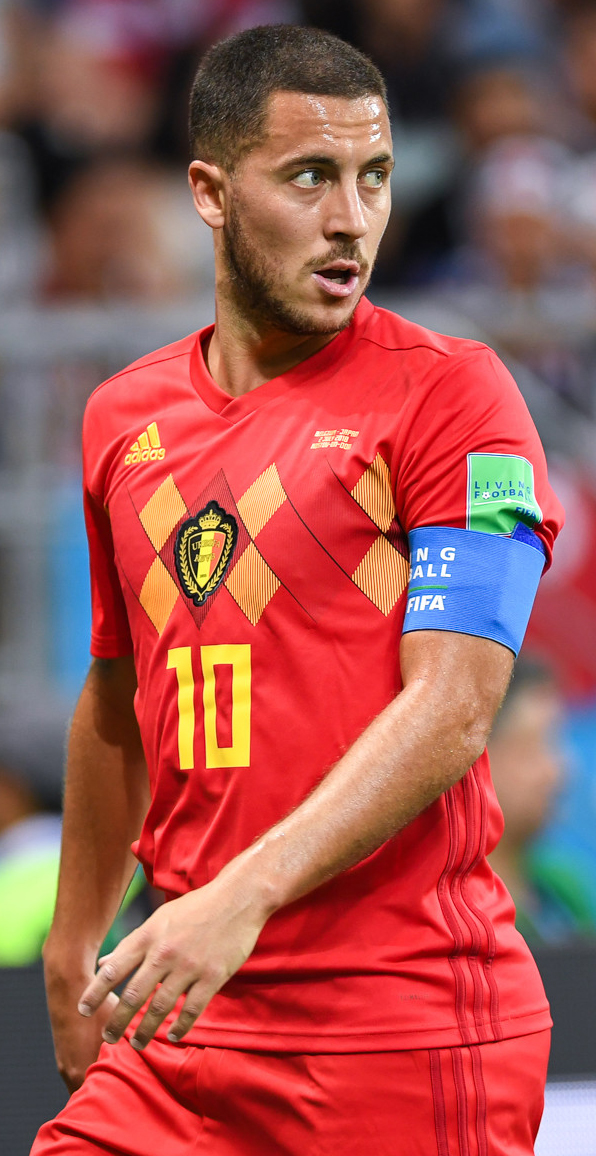
에덴 아자르

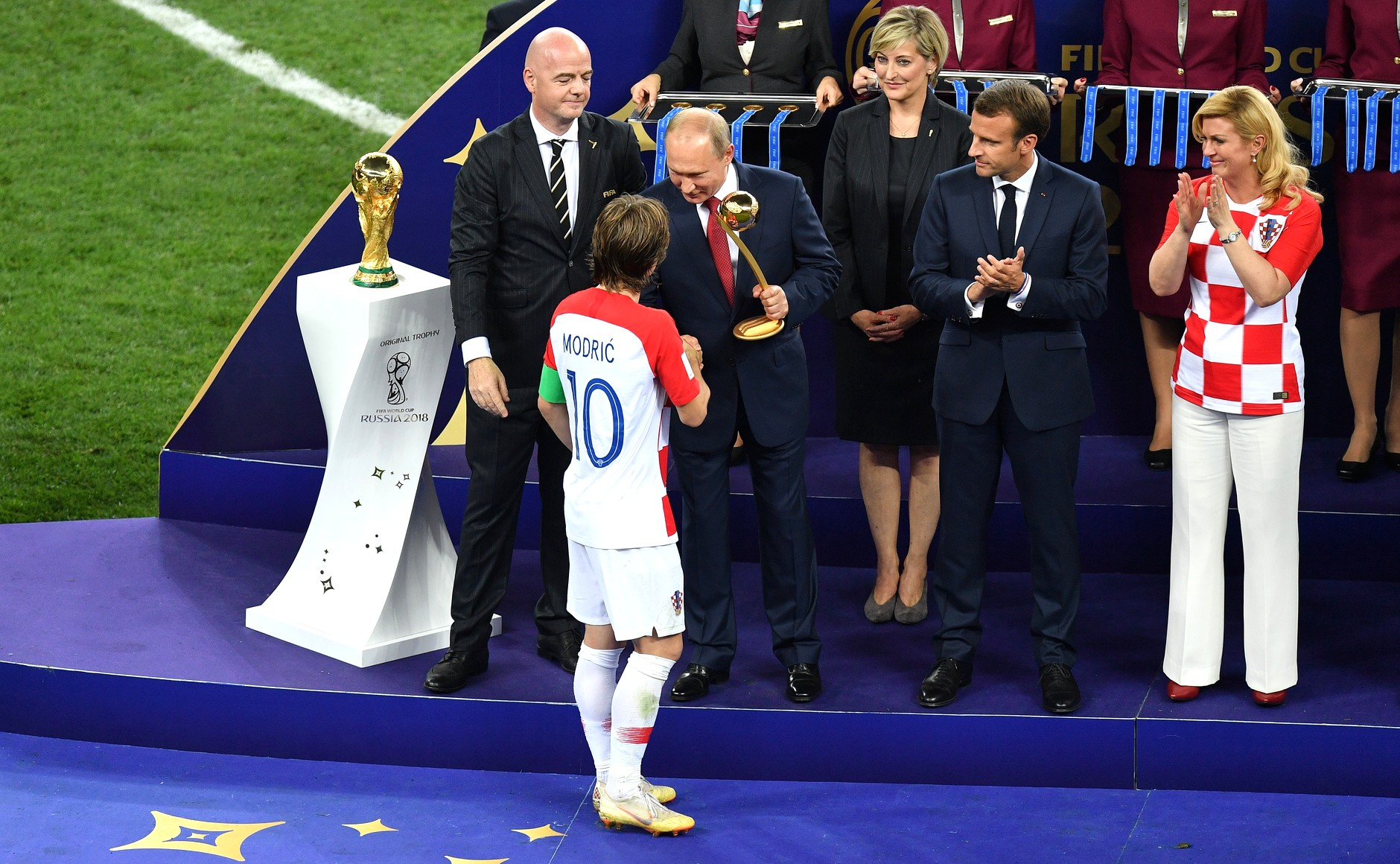
루카 모드리치가 러시아 블라디미르 푸틴 대통령에게 골든볼 상을 받고 있다.

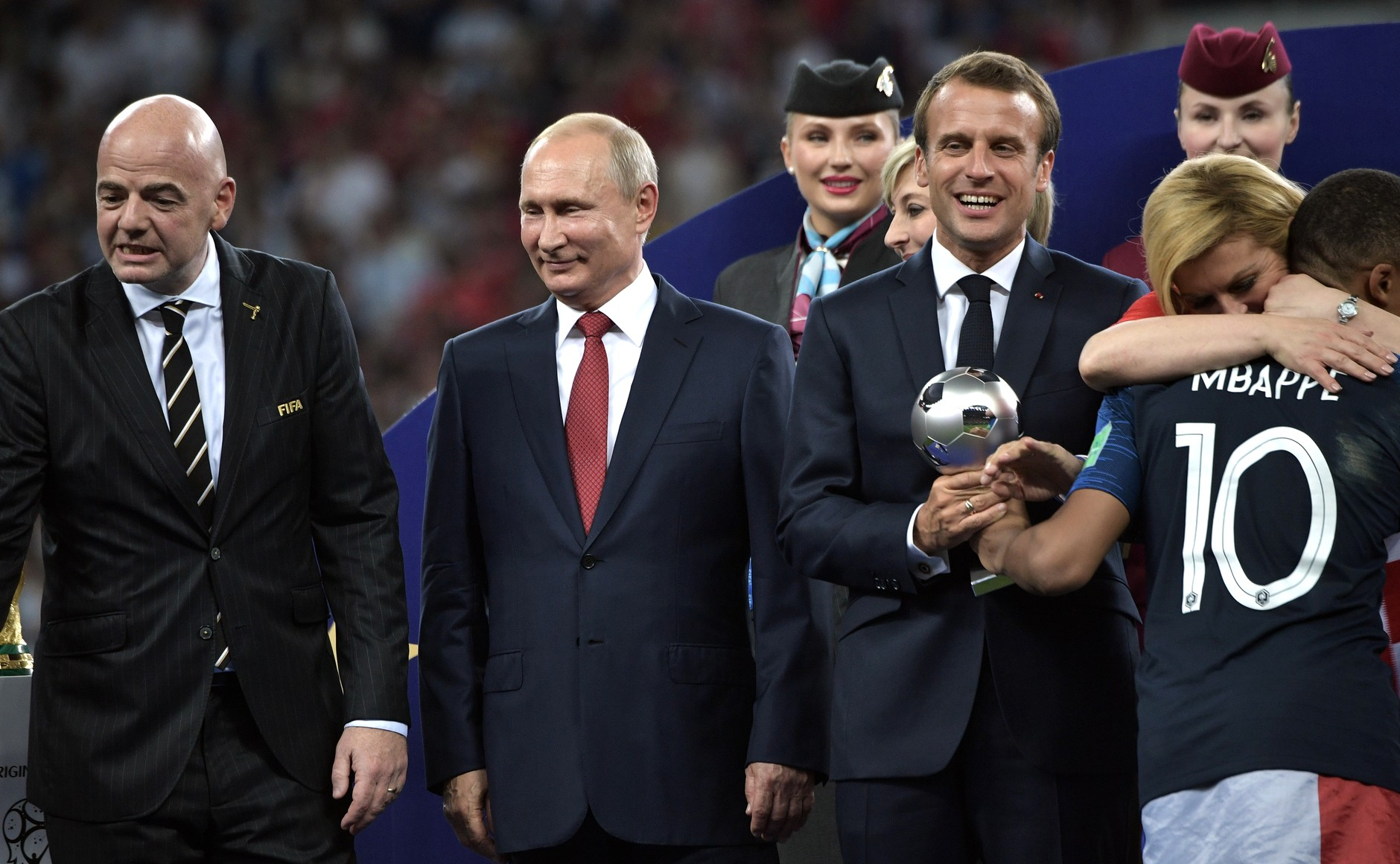
킬리안 음바페, 2018 러시아 축구 월드컵에서 최고의 젊은 선수상 수상

| 골든 볼                 | 실버 볼                      | 브론즈 볼                  |
| ----------------------- | ---------------------------- | -------------------------- |
| 루카 모드리치           | 에덴 아자르                  | 앙투안 그리즈만            |
| 골든 슈                 | 실버 슈                      | 브론즈 슈                  |
| 해리 케인 (6골, 0도움)  | 앙투안 그리즈만 (4골, 2도움) | 로멜루 루카쿠 (4골, 1도움) |
| 골든 글러브             |                              |                            |
| 티보 쿠르투아           |                              |                            |
| 최우수 신인 선수상      |                              |                            |
| 킬리안 음바페           |                              |                            |
| FIFA 페어 플레이 트로피 |                              |                            |
| 스페인                  |                              |                            |

| Goal of the Tournament | Goal of the Tournament | Goal of the Tournament | Goal of the Tournament |
| Goalscorer             | Opponent               | Score                  | Round                  |
| ---------------------- | ---------------------- | ---------------------- | ---------------------- |
| 뱅자맹 파바르          | 아르헨티나             | 2–2                    | 16강                   |

### All-Star Team
| 골키퍼        | 수비수                                                      | 미드필더                                    | 공격수                                |
| ------------- | ----------------------------------------------------------- | ------------------------------------------- | ------------------------------------- |
| 티보 쿠르투아 | 안드레아스 그랑크비스트 치아구 시우바 라파엘 바란 예리 미나 | 데니스 체리셰프 필리피 코치뉴 루카 모드리치 | 해리 케인 앙투안 그리즈만 에덴 아자르 |

### 드림팀
| 골키퍼        | 수비수                                            | 미드필더                                     | 공격수                                      |
| ------------- | ------------------------------------------------- | -------------------------------------------- | ------------------------------------------- |
| 티보 쿠르투아 | 마르셀루 치아구 시우바 Raphaël Varane 디에고 고딘 | 케빈 더 브라위너 필리피 코치뉴 루카 모드리치 | 해리 케인 킬리안 음바페 크리스티아누 호날두 |

### 상금
- $8M - 조별 리그 탈락국 (16개국)
- $12M - 16강 탈락국 (8개국)
- $16M - 8강 탈락국 (4개국)
- $22M - 4위
- $24M - 3위
- $28M - 준우승국
- $38M - 우승국

## 최종 순위
결승전 이후, FIFA는 대회에 참가한 국가들의 최종 순위를 발표하였다. 순위는 대회에서 진출한 라운드, 전체적 결과와 상대와의 결과 비교를 반영한 것이다. 모든 32개국의 순위는 FIFA의 조건에 따라 나열되었다. 최종 순위는 다음과 같다:
참고: 축구의 통계적인 법칙에 따라 연장전에서 승부가 난 경기는 똑같이 승패로 간주되지만, 승부차기를 통해 승부가 난 경기는 무승부로 간주된다.
| 순                 | 팀             | 조 | 전 | 승 | 무 | 패 | 득 | 실 | 차  | 점 |
| ------------------ | -------------- | -- | -- | -- | -- | -- | -- | -- | --- | -- |
| 1                  | 프랑스         | B  | 7  | 5  | 2  | 0  | 13 | 5  | +8  | 17 |
| 2                  | 크로아티아     | C  | 7  | 5  | 1  | 1  | 11 | 6  | +5  | 16 |
| 3                  | 벨기에         | G  | 7  | 6  | 0  | 1  | 16 | 6  | +10 | 18 |
| 4                  | 잉글랜드       | G  | 7  | 3  | 1  | 3  | 11 | 8  | +3  | 10 |
| 8강전에서 탈락     |                |    |    |    |    |    |    |    |     |    |
| 5                  | 우루과이       | A  | 5  | 4  | 0  | 1  | 7  | 3  | +4  | 12 |
| 6                  | 브라질         | E  | 5  | 3  | 1  | 1  | 8  | 3  | +5  | 10 |
| 7                  | 러시아         | A  | 5  | 2  | 2  | 1  | 11 | 7  | +4  | 8  |
| 8                  | 스웨덴         | F  | 5  | 3  | 0  | 2  | 6  | 4  | +2  | 9  |
| 16강전에서 탈락    |                |    |    |    |    |    |    |    |     |    |
| 9                  | 콜롬비아       | H  | 4  | 2  | 1  | 1  | 6  | 3  | +3  | 7  |
| 10                 | 스페인         | B  | 4  | 1  | 3  | 0  | 7  | 6  | +1  | 5  |
| 11                 | 덴마크         | C  | 4  | 1  | 3  | 0  | 3  | 2  | +1  | 6  |
| 12                 | 멕시코         | F  | 4  | 2  | 0  | 2  | 3  | 6  | -3  | 6  |
| 13                 | 스위스         | E  | 4  | 1  | 2  | 1  | 5  | 5  | 0   | 5  |
| 14                 | 포르투갈       | B  | 4  | 1  | 2  | 1  | 6  | 6  | 0   | 5  |
| 15                 | 일본           | H  | 4  | 1  | 1  | 2  | 6  | 7  | −1  | 4  |
| 16                 | 아르헨티나     | D  | 4  | 1  | 1  | 2  | 6  | 9  | −3  | 4  |
| 조별 리그에서 탈락 |                |    |    |    |    |    |    |    |     |    |
| 17                 | 세네갈         | H  | 3  | 1  | 1  | 1  | 4  | 4  | 0   | 4  |
| 18                 | 이란           | B  | 3  | 1  | 1  | 1  | 2  | 4  | -2  | 4  |
| 19                 | 대한민국       | F  | 3  | 1  | 0  | 2  | 3  | 3  | 0   | 3  |
| 20                 | 페루           | C  | 3  | 1  | 0  | 2  | 2  | 2  | 0   | 3  |
| 21                 | 나이지리아     | D  | 3  | 1  | 0  | 2  | 3  | 4  | −1  | 3  |
| 22                 | 세르비아       | E  | 3  | 1  | 0  | 2  | 2  | 4  | −2  | 3  |
| 22                 | 독일           | F  | 3  | 1  | 0  | 2  | 2  | 4  | −2  | 3  |
| 24                 | 튀니지         | G  | 3  | 1  | 0  | 2  | 5  | 8  | −3  | 3  |
| 25                 | 폴란드         | H  | 3  | 1  | 0  | 2  | 2  | 5  | −3  | 3  |
| 26                 | 사우디아라비아 | A  | 3  | 1  | 0  | 2  | 2  | 7  | −5  | 3  |
| 27                 | 오스트레일리아 | C  | 3  | 0  | 1  | 2  | 2  | 5  | −3  | 1  |
| 27                 | 아이슬란드     | D  | 3  | 0  | 1  | 2  | 2  | 5  | −3  | 1  |
| 27                 | 코스타리카     | E  | 3  | 0  | 1  | 2  | 2  | 5  | −3  | 1  |
| 30                 | 이집트         | A  | 3  | 0  | 0  | 3  | 2  | 6  | −4  | 0  |
| 31                 | 모로코         | B  | 3  | 0  | 0  | 3  | 0  | 4  | −4  | 0  |
| 32                 | 파나마         | G  | 3  | 0  | 0  | 3  | 2  | 11 | −9  | 0  |

## Top 10 골
| 순위 | 선수                 | 국적       | 당시 상대 팀 | 득점 후 기록 |
| ---- | -------------------- | ---------- | ------------ | ------------ |
| 1    | 뱅자맹 파바르        | 프랑스     | 아르헨티나   | 2 – 2        |
| 2    | 후안 페르난도 킨테로 | 콜롬비아   | 일본         | 1 – 1        |
| 3    | 루카 모드리치        | 크로아티아 | 아르헨티나   | 0 – 2        |
| 4    | 크리스티아누 호날두  | 포르투갈   | 스페인       | 3 – 3        |
| 5    | 리오넬 메시          | 아르헨티나 | 나이지리아   | 0 – 1        |
| 6    | 데니스 체리셰프      | 러시아     | 크로아티아   | 1 – 0        |
| 7    | 나세르 샤들리        | 벨기에     | 일본         | 3 – 2        |
| 8    | 아흐메드 무사        | 나이지리아 | 아이슬란드   | 2 – 0        |
| 9    | 히카르두 쿠아레즈마  | 포르투갈   | 이란         | 0 – 1        |
| 10   | 토니 크로스          | 독일       | 스웨덴       | 2 – 1        |

### 기타 대회 전반
- 통상적인 러시아의 비자 정책은 FIFA 월드컵에 참가하는 선수단과 팬들에게 적용되지 않을 예정이며, 그에 따라 시민권과 상관 없이 대회 기간 및 전후에 러시아를 비자 없이 방문할 수 있게 된다.[88]
- 다른 대회에 비해 유난히 자책골, 패널티킥, 승부차기가 많이 나왔고 그로 인해 골키퍼가 중요한 대회가 되었다.

## 마케팅

### 마스코트

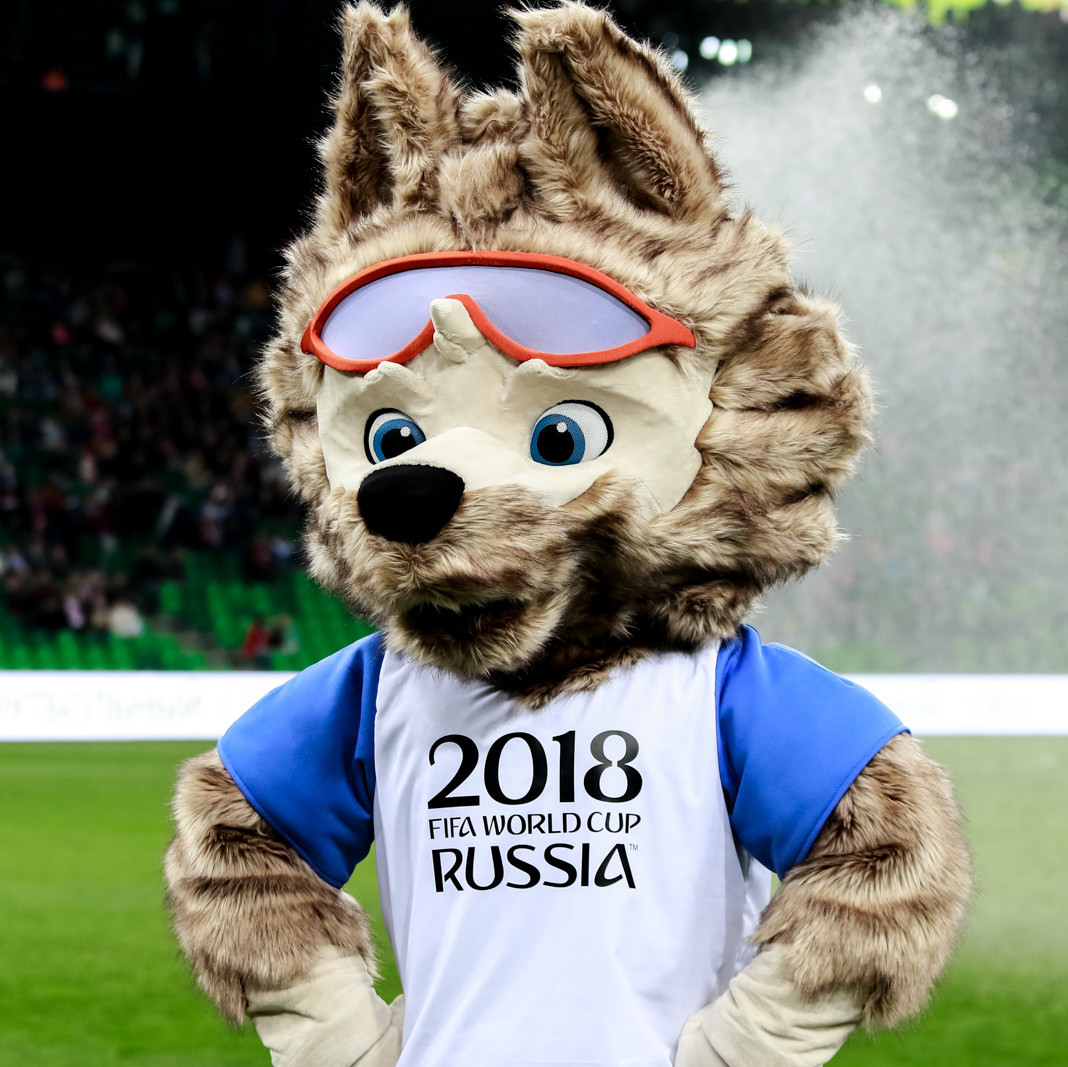
자비바카

2018년 FIFA 월드컵 대회의 공식 FIFA 월드컵 마스코트는 늑대 "자비바카" (Забива́ка, 러시아어로 "득점자"를 뜻함) 로 2016년 10월 21일에 공개되었다. 이 마스코트는 투표를 통해 최종 3마리의 마스코트들 중에서 선정되었고, 늑대가 53%를 득표해 호랑이 (27%) 와 고양이 (20%)를 제쳤다.

### 공인구

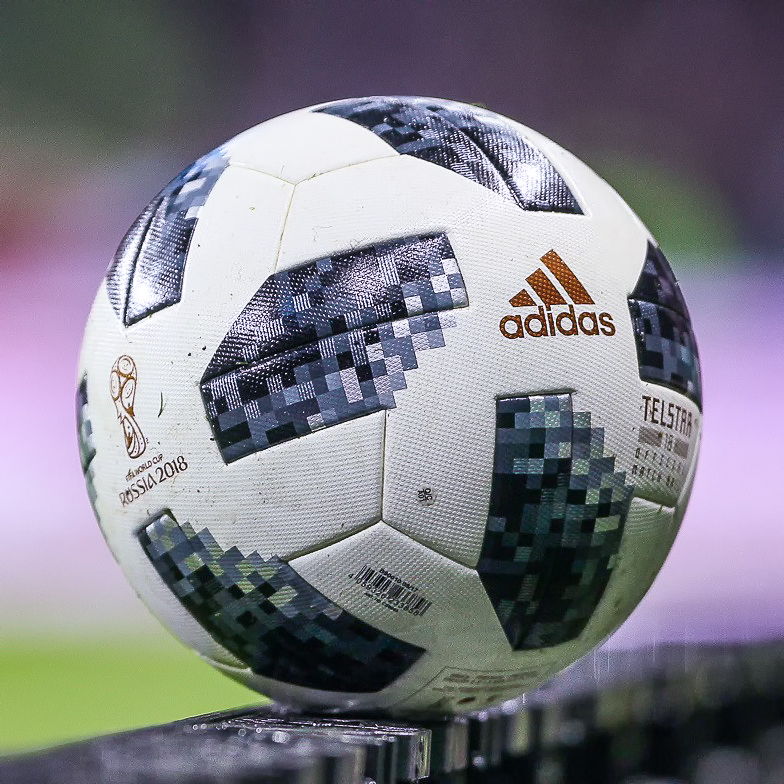
텔스타 18

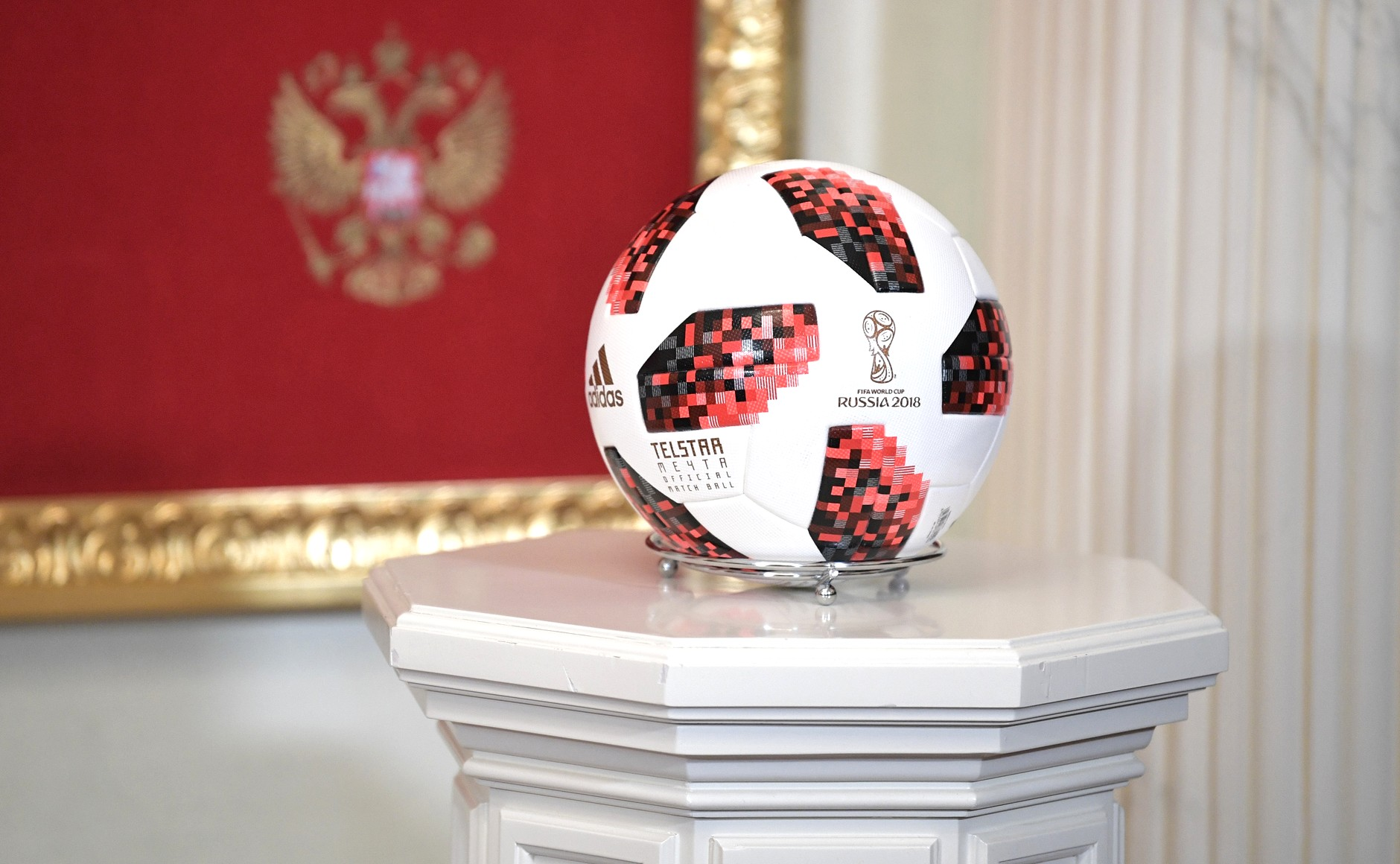
텔스타 메치타

2018년 FIFA 월드컵 대회의 공인구는 텔스타 18로, 2017년 11월 9일에 모스크바에서 일반 대중들에게 처음으로 공개되었다. 또한 결선 토너먼트부터는 새로운 디자인의 '텔스타 메치타'를 사용하였다.

### 주제곡
이번 FIFA 월드컵 주제곡은 니키 잼, 윌 스미스, 에라 이스트레피의 Live It Up이다. 원어는 영어이며 가끔 스페인어도 나온다. 2018년 6월 8일에 뮤직비디오를 촬영했다. 노래 길이는 3분 28초이다.

### 스폰서십
2018년 FIFA 월드컵 후원업체들은 4개 분류로 나뉜다; FIFA 파트너, FIFA 월드컵 스폰서, 유럽(러시아 포함) 서포터, 아시아(중동 제외)-대양주 서포터
| FIFA 파트너                                                                                   | FIFA 월드컵 스폰서                                                 | 아프리카 서포터        | 아시아-오세아니아 서포터     | 유럽 서포터                                     |
| --------------------------------------------------------------------------------------------- | ------------------------------------------------------------------ | ---------------------- | ---------------------------- | ----------------------------------------------- |
| - 아디다스 - 코카콜라 - 가즈프롬 - 현대자동차–기아자동차 - 카타르 항공 - 비자카드 - 완다 그룹 | - 앤하이저부시 인베브 - 하이센스 - 멍뉴 - 맥도날드 - 비보 스마트폰 | - 이집트 – 경험과 투자 | - Diking - Luci - 야디전동차 | - 알파 은행 - 알로사 - 로스텔레콤 - 러시아 철도 |

## 논란
2014년 소치 동계 올림픽 유치의 경우처럼 러시아의 대회 개최에 이의가 제기되었다. 논란의 도마에 오른 대상으로는 러시아 축구계의 심각한 인종 차별 문제와 러시아 사회 내의 성소수자 차별 문제가 있었다. 러시아의 우크라이나 분쟁 개입은 영미 정치인으로 하여금 대회 개최지를 이동하자는 주장을 제기했는데, 특히 러시아의 크림반도 합병 이후로 이 주장이 고조되었다. 제프 블라터 FIFA 회장은 "FIFA 월드컵은 러시아에서 열리기로 결정되었고, 우리는 앞으로 그러할 것이다."라고 위와 상반된 의견을 보냈다.
2018년 및 2022년 FIFA 월드컵 유치 경쟁 과정에서 부정부패가 있었다는 주장이 제기되었고, 잉글랜드 축구 협회는 대회 참가를 반대하겠다고 으름장을 놓기도 했다. FIFA는 미국의 변호사 마이클 J. 가르시아를 내정해 부정부패 주장에 대한 보고서 조사 (가르시아 보고서)를 하도록 했다. 보고서는 출판되지 않았지만, FIFA는 독일 판사 하나스요아힘 에케르트에 수사된 내용을 담은 42쪽짜리 요약본을 공개했다. 에케르트는 러시아와 카타르의 혐의를 부인한다는 내용을 담았지만, 대중은 이 행위를 눈가리고 아웅하는 것이라고 비난했다. 가르시아는 요약본이 "실질적인 내용이 부실하다"고 비난했고, "왜곡된 정보와 결론의 모음집"이라 덧붙였고, FIFA 항소위원회에 항소를 보냈다. 위원회는 그의 항소를 거절했고, 가르시아는 이에 대응해 FIFA의 조사위원회원 지위를 내려놓았고, "지도력이 부족하다" 평했고, 에케르트의 독립성에 자신감이 없다고 덧붙였다.
2015년 6월 3일, FBI의 연방 당국은 2018년과 2022년 FIFA 월드컵의 유치 경쟁을 수사했다고 보고했다.
2015년 6월 7일 도메니코 스칼라 FIFA 청문 및 준수 위원회원이 발췌한 인터뷰에서 "러시아와 카타르가 매수로 투표에서 승리했다는 증거가 있다면, 대회 유치권은 취소될 수 있다"고 말했다.
러시아에 닥친 경제 위기로, 대회 준비 예산이 몇 차례 삭감되었다. 2015년 6월, 러시아 정부는 대회 예산을 기존보다 $5.6억 삭감한 $118억으로 책정했다.

## 같이 보기
- 2017년 FIFA 컨페더레이션스컵